# Monte Carlo (2011)
Monte Carlo é um filme americano do gênero comédia romântica, dirigido por Thomas Bezucha. Denise Di Novi, Alison Greenspan, Nicole Kidman, e Arnon Milchan produzem o filme para Fox 2000 Pictures e Regency Enterprises. As filmagens se iniciaram dia 5 de maio de 2010 em Harghita (distrito), na Romênia.
Estreado por Selena Gomez, Leighton Meester e Katie Cassidy como três amigas posando como socialites ricas em Monte Carlo, Mônaco. O filme estreou no dia 1 de julho de 2011. Apresenta a canção "Who Says" de Selena Gomez & the Scene e inúmeras músicas do cantor britânico Mika.

## Enredo
O filme conta a história de Grace (Selena Gomez), uma jovem garota que sempre sonhou em ir a Paris e, quando finalmente o consegue, é confundida com uma herdeira britânica mimada, o que a leva junto de sua melhor amiga, Emma (Katie Cassidy), e sua meia-irmã, Meg (Leighton Meester), a um evento de caridade em Monte Carlo. As três meninas de repente encontram-se no centro das atenções e em um sonho de férias na cidade, mas as coisas começam a desandar quando um colar de um milhão de dólares desaparece e as três precisam rapidamente recuperá-lo. Owen (Cory Monteith), o noivo de Emma, as segue por toda a Europa.

## Elenco
- Selena Gomez interpreta Grace Ann Bennett e Cordelia Winthrop-Scott, sendo Grace uma doce garota que vai passar férias em Monte Carlo e é confundida e começa a fingir ser uma herdeira britânica esnobe chamada Cordelia.
- Leighton Meester interpreta Mary Margaret "Meg" Kelly-Bennett, meia-irmã de Grace, uma menina que quer ser independente de qualquer jeito.
- Katie Cassidy interpreta Emma Danielle Perkins.[3]
- Pierre Boulanger interpreta Theo[4]
- Catherine Tate' interpreta Alicia
- Luke Bracey interpreta Riley[3]
- Cory Monteith interpreta Owen[5]
- Andie MacDowell interpreta Pamela[6]
- Brett Cullen interpreta Robert[3]
- Valérie Lemercier interpreta Madame Valerie
- Pierre Boulanger interpreta Theo Marchand

## Produção

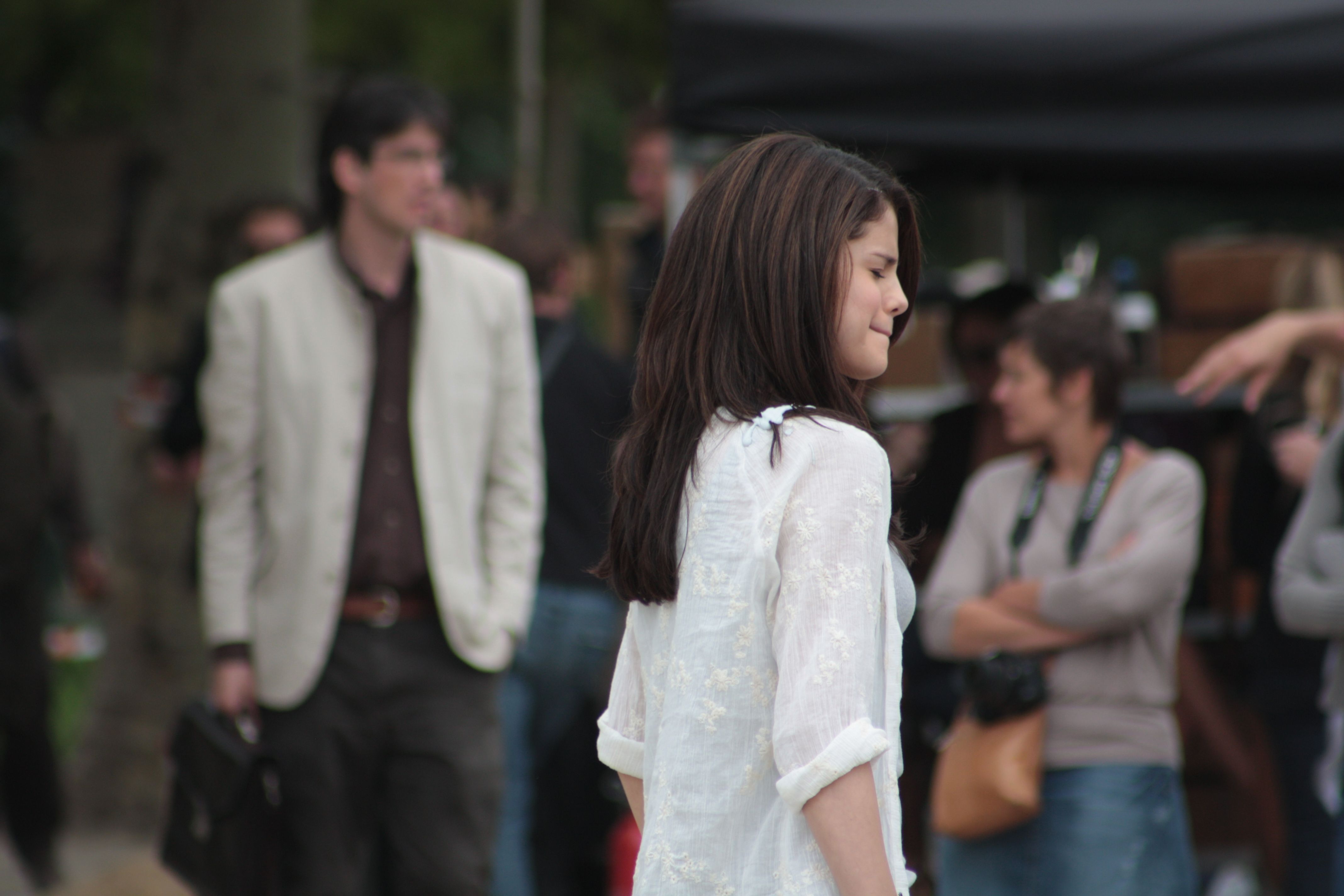
Gomez filmando uma cena no local, em Paris, França

Monte Carlo é vagamente baseado no romance Headhunters de Jules Bass. O romance conta a história de quatro mulheres de meia idade de New Jersey que fingem ser herdeiras ricas, enquanto estão procura de maridos ricos potenciais em Monte Carlo. Lá, elas encontram quatro gigolôs posando como playboys ricos. Fox comprou os direitos do filme para o romance em 1999, três anos antes da publicação do romance. Em 2005, Hollywood tratou que a revista Variety anunciasse que os irmãos Jez and John Henry Butterworth estariam escrevendo o roteiro. Ele também informou que a atriz Nicole Kidman aceitou o papel principal, bem como produzir o filme com Rick Schwartz.
Os irmãos Butterworths foram posteriormente demitidos e Tom Bezucha foi contratado para dirigir e co-escrever Monte Carlo. Bezucha and Maria Maggenti transformaram um rascunho em um roteiro até julho de 2007; isto estrelou Kidman como "uma das três professoras do Centro-Oeste que decidem abandonar um feriado decepcionante em Paris, e posar como as mulheres ricas férias em Mônaco". No entanto, em 2010, os executivos tinham o filme novamente reescritos depois de decidir que o filme deveria ser mais jovem. O roteiro atualizado foi co-escrito por Bezucha e April Blair e mudou as três professoras para duas estudantes universitários e uma recém graduada no Ensino Médio. Monte Carlo foi filmado em Budapeste, Paris, e Monaco. Ele começou a filmar em Budapeste em 5 de maio de 2010 e terminou de filmar em 07 julho de 2010. É o primeiro filme a usar o estúdio Raleigh Studios, em Budapeste.

## Fundição
Em março de 2010, foi anunciado que Selena Gomez foi escalada como uma das protagonistas do filme seguinte o roteiro reescrito. Para o papel, Gomez passou várias semanas aprendendo a jogar polo e praticando um falso sotaque Inglês. Leighton Meester também negociou um acordo para uma das protagonistas em março, e Katie Cassidy foi escalado como Emma em abril. O ator francês Pierre Boulanger está fazendo sua estréia falando em Inglês.

## Recepção

### Crítica
Monte Carlo recebeu críticas mistas dos críticos. Rotten Tomatoes deu ao filme uma pontuação de 39% negativas com 24 dos 62 opiniões positivas. Ben Sachs de Chicago Reader afirmou que "o filme atinge uma gama surpreendente de notas de graça emocional, incluindo vários momentos de arrependimento genuíno, e conclui com uma lição de moral discreta sobre o valor da auto-estima e de status social." Sandie Chen da Common Sense Media disse que o filme é uma "bobagem, mas doce". Com base de 23 avaliações profissionais, alcançou uma pontuação de 43% no Metacritic.

### Receita
Monte Carlo estreou na sexta feira com $3.1 milhões nos Estados Unidos com classificação na posição #5 no dia. Ele passou de $7,5 milhões para o fim de semana de três dias e 8.700 mil dólares para o quarto de 4 dias do feriado de julho, ficando em sexto.

## Prêmios e indicações
| Ano  | Cerimônia            | Nomeação      | Categoria                             | Resultado |
| ---- | -------------------- | ------------- | ------------------------------------- | --------- |
| 2011 | "Teen Choice Awards" | Monte Carlo   | Filme do Verão                        | Indicado  |
| 2011 | "Teen Choice Awards" | Cory Monteith | Estrela de Filme de Verão - Masculino | Indicado  |
| 2011 | "Teen Choice Awards" | Selena Gomez  | Estrela de Filme de Verão             | Indicado  |

## Música
Composta por Michael Giacchino, lançada no dia 28 de junho de 2011. Contém 40 faixas variadas de trinta segundos a três minutos, foi lançado pela gravadora Varèse Sarabande. A capa é a mesma do pôster oficial, com as protagonistas.

## Lançamento em mídias
Fox Home Entertainment vai lançar Monte Carlo em DVD e Blu-ray em 18 outubro de 2011. Os extras do DVD incluem cenas deletadas do filme exibido no cinema, um recurso chamado "Ding Dang Delicious: The Boys of Monte Carlo", um "Backstage Pass" e um trailer de cinema. O Blu-ray terá todas as características de DVD além da adição de "Monte Carlo Couture", "Jet Setter's Dream", "Gossip With the Girls" e uma cópia digital do filme.